# منزل ساكنة باشا
منزل ساكنة باشا أنشأ هذا المنزل محمد علي باشا والي مصر في عام 1846 ، وقام بأهدائه لإبنه الخديوي إسماعيل الذي قام بدوره باهدائه إلى «ساكنة باشا» وهي أشهر مغنية في مصر في ذلك العصر، كانت «ساكنة باشا» تتمتع بالجمال الأخاذ والصوت العذب، وكانت تحيي كافة الحفلات الغنائية للخديوي إسماعيل.

## الموقع والوصف
يقع المنزل في شارع الخليفة، والذي يعد من أهم الشوارع في القاهرة، ويحتوي على العديد من الآثار الإسلامية، وعلى بعد امتار قليلة من مسجد أحمد ابن طولون على قمة جبل يشكر في القاهرة. يقع المنزل على مساحة إجمالية تبلغ حوالي 880 متر مربع وبواجهة طويلة على شارع الخليفة تتناغم مع خط تنظيم الطريق. الباب الرئيس للمنزل وبعض الحوانيت تقع في الدور الأول بينما شبابيك الغرف في الدور الثاني، حيث يتكون المنزل من طابقين رئيسيين.
ينقسم الطابق الأول في تكوينه المعماري إلى 3 أجنحة رئيسية تحتوي في مجملها على 20 غرفة، بالإضافة إلى ملحق الخدم المواجه للمدخل الرئيسي، وإسطبل صغير للدواب والخيل، ويتوسط المنزل صحن كبير كان به فوارة رخامية ولكنها مندثرة حاليا، ويقع النص التأسيسي للمنزل على يسار الصحن وكتب به تاريخ الإنشاء "1846" وبيتين شعريين باللغة التركية.
أما الدور الثاني من المنزل فيحتوي على الحرملك، وبه عدة قاعات إضافة إلى الحمام المصمم على الطراز العربي، وفيه فتحات مغشاة بالزجاج المعشق الملون كي تساهم في إنارة الحمام طوال فترات النهار. وتتميز قاعات المنزل بأسقفها الخشبية المزخرفة بأسلوب الباروكو والركوكو، وبالزخارف المذهبة حيث كانت تستغل هذه القاعات لإقامة الحفلات الغنائية لـ «ساكنة باشا» والتي كان يحضرها الخديوي إسماعيل بصفة دائمة.